# Jeannine Burch
Jeannine Burch-Heinersdorff (* 19. Januar 1968 in Zürich) ist eine Schweizer Theater- und Fernsehschauspielerin.

## Leben
Jeannine Burch stand seit ihrem achten Lebensjahr in zahlreichen Theaterrollen auf der Bühne. Ihr Studium absolvierte sie an der Schauspiel Akademie Zürich. In Berlin trat sie u. a. im Renaissance-Theater und im Theater am Kurfürstendamm auf. Daneben ist sie auch vor der Filmkamera als Schauspielerin aktiv. Sie ist vor allem durch ihre Rolle als Sabine Kupfer in Ein Heim für Tiere und als Beatrice von Beyenbach in der Fernsehserie Verbotene Liebe bekannt geworden, die sie über vier Jahre spielte. Außerdem war sie in vielen Krimiserien wie Derrick, Der Alte, Tatort und Siska zu sehen.
In Berlin leitete sie von 1996 bis 2000 die Galerie Burch&Klemm. Ab 2000 organisierte sie Kunstprojekte in Düsseldorf und war als Kunstberaterin tätig. 2019 gründete sie mit Dieter Castenow die Kunstvermittlung Tiger&Burch in Düsseldorf.
Jeannine Burch heiratete im Jahr 2000 den Schauspieler René Heinersdorff und hat mit ihm einen gemeinsamen Sohn. Im Februar 2007 gaben sie ihre Trennung bekannt.

## Filmografie (Auswahl)
- 1989–2003: Der Alte (Fernsehserie, 4 Folgen)
- 1990: Neuner
- 1990: Endlich allein
- 1990: Der doppelte Nötzli
- 1990: Bei mir liegen Sie richtig
- 1990–1998: Derrick (Fernsehserie, 6 Folgen)
- 1991: Der Tangospieler
- 1991–1992: Ein Heim für Tiere (Fernsehserie, 17 Folgen)
- 1995: Kanzlei Bürger (Fernsehserie, eine Folge)
- 1995: Zwischen Tag und Nacht
- 1995: Inseln unter dem Wind
- 1995: Sonntags geöffnet
- 1995: Tatort – Eine mörderische Rolle
- 1995: Tatort – Mordauftrag
- 1996: Traumnummer
- 1996: Alarm für Cobra 11 – Die Autobahnpolizei (Fernsehserie, eine Folge)
- 1996: Ein starkes Team (Fernsehserie, eine Folge)
- 1996: SOKO 5113 (Fernsehserie, eine Folge)
- 1998: Tatort – Todesbote
- 2000: Anna H.
- 2001: Ein Vater zu Weihnachten
- 2001–2003: Verbotene Liebe (Fernsehserie, 407 Folgen)
- 2003: Vera – Die Frau des Sizilianers
- 2005: Alina
- 2006: Siska (Fernsehserie, 5 Folgen)
- 2006–2010: Hausmeister Krause – Ordnung muss sein (Fernsehserie, 5 Folgen)
- 2007: Funny Valentine
- 2007: Maddin in Love (Fernsehserie)
- 2010–2011: Lena – Liebe meines Lebens (Fernsehserie)
- 2023: An Gudrun